# Lophocampa longipennis
Lophocampa longipennis là một loài bướm đêm thuộc phân họ Arctiinae, họ Erebidae.